# Chytriomyces mortierellae
Chytriomyces mortierellae är en svampart som beskrevs av Persiel 1960. Chytriomyces mortierellae ingår i släktet Chytriomyces och familjen Chytridiaceae.   Inga underarter finns listade i Catalogue of Life.